# Port de Bielsa
Le port de Bielsa (en espagnol puerto de Bielsa) est un col de montagne pédestre frontalier des Pyrénées à 2 425 mètres d'altitude entre le département français des Hautes-Pyrénées, en Occitanie, et la province de Huesca, en Aragon.
Il est situé sur la frontière franco-espagnole.
Il fait communiquer la vallée d'Aure côté français, via la vallée de Saux, avec la vallée de Bielsa côté espagnol.

## Toponymie
Le mot port signifie en gascon « porte » ou « col », c'est le pendant de puerto en espagnol.

## Géographie
Le port de Bielsa marque la limite entre le massif de la Munia et celui de Suelza.
Il est encadré par le pic de Marioules (2 586 m) à l'ouest et le pic de Bataillence (2 604 m) à l'est. 
Il abrite la croix frontière no 323.

## Protection environnementale
Le col fait partie d'une zone naturelle protégée, classée ZNIEFF de type 1 : haute vallée d'Aure en rive droite, de Barroude au col d'Azet.

## Voies d'accès
On y accède côté français depuis le parking du tunnel Aragnouet-Bielsa, par le sentier le long du ruisseau Riou Nère pour la montée la plus courte ou autre option : par le long du ruisseau de Hourquet en direction du port Vieux (2 378 m) par le versant espagnol.
Côté espagnol, le col donne accès à la sierra Pelada et le rio Barrosa dans la vallée de Bielsa où l'on peut rejoindre Ainsa.